# Чемпіонат Болгарії з футболу 1942
Державний чемпіонат Болгарії 1942 — 18-й сезон найвищого рівня футбольних змагань Болгарії. Чемпіоном втретє став Левські (Софія).

## Клуби
Окрім команд з нинішніх кордонів Болгарії у змаганнях взяли участь футбольні клуби зі Скоп'є, Прилепа і Битоли у Вардарській Македонії.

## Перший раунд
| Команда 1                 | Рахунок | Команда 2                       |
| ------------------------- | ------- | ------------------------------- |
| Тича (Варна)              | 4:0     | Цар Борис ІІІ (Добрич)          |
| Хан Кубрат (Попово)       | 1:2     | Победа (Варна)                  |
| Княгиня Марія-Луїза (Лом) | 3:1     | Ботев (Софія)                   |
| Атлетик (Дупниця)         | 1:0     | Князь Кирил Преславськи (Софія) |
| Ботев (Пловдив)           | 2:5     | Левські (Софія)                 |
| Ботев (Хасково)           | 1:4     | Спортклуб (Пловдив)             |
| СП 39 (Плевен)            | 0:1     | ЖСК (Софія)                     |
| Славія (Софія)            | 6:0     | Георгі Дражев (Ямбол)           |
| ЖСК (Скоп'є)              | 8:0     | Гоце Делчев (Прилеп)            |
| Македонія (Битола)        | 4:1     | Вардар (Скоп'є)                 |

## Другий раунд
| Команда 1           | Рахунок | Команда 2                 |
| ------------------- | ------- | ------------------------- |
| Тича (Варна)        | 4:0     | ЖСК (Русе)                |
| Победа (Варна)      | 3:1     | Княгиня Марія-Луїза (Лом) |
| Левські (Софія)     | 5:2     | Атлетик (Дупниця)         |
| Спортклуб (Пловдив) | 0:2     | Македонія (Скоп'є)        |
| Славія (Софія)      | 1:0     | Македонія (Битола)        |
| ЖСК (Софія)         | 3:0     | ЖСК (Скоп'є)              |

## Третій раунд
| Команда 1          | Заг. | Команда 2      | 1-й матч | 2-й матч   |
| ------------------ | ---- | -------------- | -------- | ---------- |
| Левські (Софія)    | 6:0  | Тича (Варна)   | 4:0      | 2:0        |
| Победа (Варна)     | 2:4  | Славія (Софія) | 1:1      | 0:0 1:3 дч |
| Македонія (Скоп'є) | 6:1  | ЖСК (Софія)    | 3:1      | 3:0        |

## Четвертий раунд
Клуб Левські (Софія) пройшов до фіналу після жеребкування.
| Команда 1          | Заг. | Команда 2      | 1-й матч | 2-й матч |
| ------------------ | ---- | -------------- | -------- | -------- |
| Македонія (Скоп'є) | 5:4  | Славія (Софія) | 5:1      | 0:3      |

## Фінал
| Команда 1          | Заг. | Команда 2       | 1-й матч | 2-й матч |
| ------------------ | ---- | --------------- | -------- | -------- |
| 11/18 жовтня 1942  |      |                 |          |          |
| Македонія (Скоп'є) | 0:3  | Левські (Софія) | 0:2      | 0:1      |